# Periodická funkce

Periodická funkce s periodou P

Jedna perioda funkce sinus a kosinus

Jednoduché periodické funkce

Periodická funkce je v matematice funkce, jejíž hodnoty se pravidelně opakují s určitou periodou. Nejdůležitější periodické funkce jsou goniometrické funkce (sinus, kosinus atd.), jejichž periodou je 2π. Graf periodické funkce se také opakuje a lze jej sestrojit kopírováním jedné periody na ose x.
Periodické funkce se užívají ve fyzice i v technice k popisu vlnových dějů, oscilací, cyklů a mnoha dalších pravidelných dějů. Nezávislou proměnnou bývá čas. Rozdíl mezi minimem a maximem periodické funkce se nazývá amplituda a převrácená hodnota periody je frekvence.
Funkce, které nejsou periodické, se nazývají aperiodické.

## Definice
Přesněji můžeme říci, že funkce {\displaystyle f} je periodická s periodou {\displaystyle P}, jestliže
{\displaystyle f(x+P)=f(x)}
pro všechny hodnoty {\displaystyle x} v definiční oblasti {\displaystyle f}. Pro všechna celá čísla n také platí
{\displaystyle f(x+nP)=f(x).}
Jednoduchým příkladem je funkce, jejíž hodnota je desetinná část argumentu, takže například
{\displaystyle f(0.5)=f(1.5)=f(2.5)=...=0.5.}
Perioda funkce je rovna 1 a {\displaystyle f(x)=f(x+1)=f(x+2)=...}.
Nejmenší kladné číslo {\displaystyle P}, které je periodou periodické funkce, označujeme jako primitivní perioda. Průběh periodické funkce je v každém intervalu {\displaystyle \langle nP,(n+1)P\rangle } stejný.

## Obecná definice
Nechť {\displaystyle E} je množina s interní operací {\displaystyle +}. Potom P-periodickou funkcí nebo periodickou funkcí s periodou P na {\displaystyle E} je funkce {\displaystyle f} na {\displaystyle E} taková, že
{\displaystyle \forall x\in E:f(x+P)=f(x)}.
Poznamenejme, že ačkoliv se předpokládá, že {\displaystyle +} je komutativní, v této definici píšeme {\displaystyle P} napravo.
Funkce, jejichž definičním oborem jsou komplexní čísla, mohou mít dvě nesouměřitelné periody, aniž by se jednalo o konstantní funkce. Takovými funkcemi jsou např. eliptické funkce. („Nesouměřitelnost“ zde znamená, že jedna z period není celočíselným násobkem druhé.)

## Periodické řady
Některé přirozeně se vyskytující řady jsou periodické, například desetinný rozklad libovolného racionálního čísla (viz periodický rozvoj). Lze proto mluvit o periodě nebo délce periody řady. Jedná se tedy o speciální případ obecné definice.
Základem Fourierových řad je myšlenka, že libovolná periodická funkce je součtem trigonometrických funkcí s periodami P, 2P, 3P atd.

## Translační symetrie
Jestliže se k popisu nějakého objektu použije funkce, např. nekonečný obraz může být popsán barvou jako funkcí pozice, odpovídá periodicita této funkce translační symetrii objektu.